# Vrh (gmina Loška Dolina)
Vrh – wieś w Słowenii, w gminie Loška dolina. W 2018 roku liczyła 43 mieszkańców.